# Liste der Bodendenkmäler in Fuchsmühl
Auf dieser Seite sind die Bodendenkmäler in dem Oberpfälzer Markt Fuchsmühl zusammengestellt. Diese Tabelle ist eine Teilliste der Liste der Bodendenkmäler in Bayern. Grundlage ist die Bayerische Denkmalliste, die auf Basis des Bayerischen Denkmalschutzgesetzes vom 1. Oktober 1973 erstmals erstellt wurde und seither durch das Bayerische Landesamt für Denkmalpflege geführt wird. Die folgenden Angaben ersetzen nicht die rechtsverbindliche Auskunft der Denkmalschutzbehörde.

## Bodendenkmäler in Fuchsmühl
| Lage                             | Objekt | Akten-Nr.     | Bild                                      |
| -------------------------------- | --- | ------------- | ----------------------------------------- |
| Schloßallee 15 und 17 (Standort) | Archäologische Befunde des Mittelalters und der frühen Neuzeit im Bereich des Schlosses Fuchsmühl, darunter die Spuren von Vorgängerbauten bzw. älterer Bauphasen sowie abgegangener Gebäude und Bauteile. | D-3-6038-0011 |                                           |
| Marienstraße 43 (Standort)       | Archäologische Befunde der frühen Neuzeit im Bereich der katholischen Wallfahrtskirche Maria Hilf in Fuchsmühl, darunter die Spuren von Vorgängerbauten bzw. älterer Bauphasen.                            | D-3-6038-0046 | Archäologische Befunde der frühen Neuzeit |
| (Standort)                       | Frühneuzeitliche Wüstung Plattenmühle. | D-3-6038-0050 |                                           |
| (Standort)                       | Frühneuzeitliche Wüstung Obere Harlachmühle. | D-3-6038-0052 |                                           |
| (Standort)                       | Spätmittelalterliche Wüstung und Handwerksplatz. | D-3-6138-0039 |                                           |